# 吉村剛太郎
吉村 剛太郎（よしむら ごうたろう、1939年1月3日 - ）は、日本の政治家。
参議院議員（3期）、郵政政務次官（村山改造内閣）、国土交通副大臣（小泉改造内閣）、自由民主党参院政策審議会長、国民新党副代表、同顧問、福岡県議会議員（3期）などを歴任。

## 経歴
1939年、満洲国の哈爾浜に生まれる。1946年、引き揚げ帰国し福岡市で少年時代をすごす。福岡学芸大学附属福岡中学校、福岡県立修猷館高等学校を卒業して、1962年には、早稲田大学第一政治経済学部を卒業した。同年ブリヂストンタイヤ株式会社に入社 1973年退社。1975年、福岡県議会議員に初当選。以後連続3期当選する。所属する派閥は津島派。1986年と1990年の二度、衆議院選挙に出馬するが落選。1992年、第16回参議院議員通常選挙で福岡県選挙区に自民党公認で出馬し初当選。以後3期連続当選。1995年には郵政政務次官、2002年には国土交通副大臣に就任。
2007年8月30日、参議院自民党政策審議会長に就任。同年9月12日、引退した陣内孝雄の後任として津島派副会長（参院会長）に就任。
第22回参議院議員通常選挙の福岡県選挙区における公認を巡り北九州市八幡東区選出の福岡県議会議員だった大家敏志との公認争いに敗れ、2009年12月30日、自民党を離党。選挙には当初無所属で立候補する意向であったが、北九州を地盤とする自見庄三郎の誘いを受け、2010年2月17日付で国民新党へ入党し、副代表に就任。同党公認で福岡県選挙区より出馬する方針を表明した。しかし選挙では大家はおろか落選した他の有力候補にも差をつけられ、供託金返還点にも届かない完敗であった。落選後は国民新党解党時まで党顧問を務めた。

## 政策
- 選択的夫婦別姓制度の導入に反対[3]。

## 政治資金
- 道路特定財源を資金源とする道路運送経営研究会（道路特定財源の一般財源化に反対している）から献金を受けている[4]。
- 日本共産党の機関紙しんぶん赤旗に、2006年、投機性が高く強引な勧誘で被害が急増している商品先物取引業界の政治団体「政経政策研究会」や「商取政策研究会」から、献金やパーティー券購入によって計270万円の資金提供を受けていたと報じられた[5]。
- 「国会議員の秘書の給与等に関する法律」では、第21条の3において、議員秘書に対し当該国会議員が、その所属政党や政治団体に寄付の勧誘または要求をすることを禁じているが、吉村の資金管理団体「剛真会」には、2005年に3人の公設秘書から計446万円、06年には計387万円、2004年には「自由民主党福岡県参議院選挙区第一支部」に対し3人で計429万円の献金がなされていることが明らかになった[6]。

## 主な所属していた団体・議員連盟
- 日韓議員連盟
- 日朝国交正常化推進議員連盟（委員）
- 天皇陛下御即位二十年奉祝国会議員連盟（常任幹事）